# Клифдел (Њу Мексико)
Клифдел (енгл. Cliff) насељено је место без административног статуса у америчкој савезној држави Њу Мексико.

## Демографија
По попису из 2010. године број становника је 293.
| Група             | 2000.    | 2010.       |
| Белци             | 0 (0,0%) | 266 (90,8%) |
| Афроамериканци    | 0 (0,0%) | 1 (0,3%)    |
| Азијати           | 0 (0,0%) | 0 (0,0%)    |
| Хиспаноамериканци | 0 (0,0%) | 20 (6,8%)   |
| Укупно            | 0        | 293         |